# 西戈壁农业综合开发区
西戈壁农业综合开发区，是中华人民共和国新疆维吾尔自治区哈密市伊州区下辖的一个类似乡级单位。

## 行政区划
下辖以下地区：
西戈壁开发区虚拟生活区。